# Simon Bengtsson (fotbollsspelare)
Erik Simon Bengtsson, född 23 april 2004 är en svensk fotbollsspelare (försvarare) som spelar för Helsingborgs IF. 

## Klubblagskarriär
Simon Bengtssons moderklubb är Helsingborgs IF, vilka han började spela för som fem-sexåring.
Som 16-åring debuterade Bengtsson för Helsingborgs IF och blev omedelbart matchhjälte, då han gjorde det enda målet i 1-0-segern i träningsmatchen mot Torns IF den 30 januari 2021. Trots succédebuten kom det att dröja mer än ett år innan Bengtsson tävlingsdebuterade för sin moderklubb. Det första allsvenska framträdandet kom nämligen den 23 oktober 2022. Helsingborgs IF förlorade då med 1-2 mot Degerfors IF och åkte därmed ur Allsvenskan. Efter att nedflyttningen var klar fick Bengtsson även spela i de två återstående matcherna.
I november 2022 skrev Bengtsson på sitt första A-lagskontrakt med Helsingborgs IF. Han såg därefter omedelbart till att göra vänsterbacksplatsen till sin och blev säsongen 2023 ordinarie i startelvan. I juni 2024 lånades Bengtsson ut till finska AC Oulu på ett låneavtal över resten av säsongen.

## Landslagskarriär
Simon Bengtsson har representerat Sveriges U17-landslag.
När P04-landslaget i augusti 2019 spelade sina första landskamper mot Finland var Bengtsson en del av truppen och spelade båda matcherna. Våren 2023 blev han uttagen till U19-landslagets EM-kval men fick inte speltid i någon av matcherna när Sverige missade EM-slutspelet.

## Statistik
| Klubb              | Säsong             | Liga               | Liga    | Liga | Nationell cup | Nationell cup | Internationell cup | Internationell cup | Övrigt  | Övrigt | Totalt  | Totalt |
| Klubb              | Säsong             | Division           | Matcher | Mål  | Matcher       | Mål           | Matcher            | Mål                | Matcher | Mål    | Matcher | Mål    |
| ------------------ | ------------------ | ------------------ | ------- | ---- | ------------- | ------------- | ------------------ | ------------------ | ------- | ------ | ------- | ------ |
| Helsingborgs IF    | 2022               | Allsvenskan        | 3       | 0    | 0             | 0             | -                  | -                  | -       | -      | 3       | 0      |
| Helsingborgs IF    | 2023               | Superettan         | 19      | 1    | 4             | 0             | -                  | -                  | -       | -      | 23      | 1      |
| Totalt             | Totalt             | Totalt             | 22      | 1    | 4             | 0             | 0                  | 0                  | 0       | 0      | 26      | 1      |
| Totalt i karriären | Totalt i karriären | Totalt i karriären | 22      | 1    | 4             | 0             | 0                  | 0                  | 0       | 0      | 26      | 1      |